# Gates (Nowy Jork)
Gates – miasto w Stanach Zjednoczonych, w stanie Nowy Jork, w hrabstwie Monroe.